# Julius Stockhausen
Julius Stockhausen (født 22. juli 1826 i Paris, død 22. september 1906) var en tysk sanger og sanglærer.
Stockhausen studerede ved Paris-konservatoriet, senere hos Manuel García i London, og vandt tidlig stort ry som oratorie- og koncertsanger. 1862—67 ledede han de filharmoniske koncerter og sangakademiet i Hamburg, 1874—78 den Sternske sangforening i Berlin, og 1878 blev han lærer ved det Hochske konservatorium i Frankfurt, hvor han 1880 stiftede et eget sangkonservatorium.
Stockhausens teknik og foredrag, særlig af de tyske romantikere, var fuldendt; han var en af de første, der gennemførte det forsøg udelukkende at optræde som koncertsanger, og hans virksomhed som sådan, i forbindelse med hans fremragende egenskaber som lærer, ikke mindst i foredragets
fordringsfulde kunst, har haft stor betydning for koncertsangens udvikling. Stockhausen har udgivet en Gesangsunterrichtsmethode (1884). 1868 optrådte Stockhausen sammen med Brahms ved to koncerter i København.